# シオペ・タヴォ
シオペ・タヴォ（Siope Tavo、1997年6月19日 - ）は、トンガ出身のラグビーユニオン選手。2025年現在ジャパンラグビーリーグワンに参戦するリコーブラックラムズ東京に所属している。

## プロフィール
- トンガ出身[1]。
- ポジションはセンター(CTB)。
- 身長 189 cm、体重 100 kg

## 略歴
2017年、ウェズリーカレッジ卒業後、大東文化大学に入る。
2021年、大東文化大学卒業後、中国電力レッドレグリオンズに加入。
2022年1月22日に行われたJAPAN RUGBY LEAGUE ONE第2節宗像ブルース戦にて先発出場でリーグワン公式戦初出場を果たした。同年7月、リコーブラックラムズ東京に加入。